# Рандолф (Вермонт)
Рандолф (енгл. Randolph) насељено је место без административног статуса у америчкој савезној држави Вермонт.

## Демографија
По попису из 2010. године број становника је 1.974.
| Група             | 2000.    | 2010.         |
| Белци             | 0 (0,0%) | 1.889 (95,7%) |
| Афроамериканци    | 0 (0,0%) | 8 (0,4%)      |
| Азијати           | 0 (0,0%) | 13 (0,7%)     |
| Хиспаноамериканци | 0 (0,0%) | 27 (1,4%)     |
| Укупно            | 0        | 1.974         |